# Mináry Olga
Mináry Olga (Budapest, 1929 – 2000) magyar építészmérnök, a nők közül az első Ybl-díjas, a telepszerű lakóházépítés jelentős tervezője. A Budapesti Műszaki Egyetemen is tanított. Tervei között szerepelnek a többlakásos lakóházakon túl ipari épületek, irodaházak és egészségügyi létesítmények is.

## Életpályája
1951-ben végzett a Budapesti Műszaki Egyetem építészmérnöki karán, majd tanársegédként kezdett dolgozni a Rajzi tanszéken. Még az egyetemen közreműködött Farkasdy Zoltánnal az Iparművészeti Főiskola (a mai MOME) főépületének tervezésében. 1954-től önállóan indult pályázatokon. Tanulmányait id. Janáky István építész mellett folytatta a Mesteriskola II. ciklusának keretében.
1955 januárjától az Ipartervben dolgozott. Osztályvezetőként évtizedeken keresztül koordinálta nagyberuházások tervezését (KÖFÉM, Borsodi Sörgyár, Gabonatröszt Silóprogram, Péti Nitrogénművek, NDK Sörgyárak stb.). 
1957-ben Janáky Istvánnal és Perczel Dénessel megtervezték a Frankel Leó utcai sarokházat (a Bambi presszó épülete). Minárynak  az 1958-as Országos Lakáspályázatra benyújtott tervét megvásárolták és az óbudai kísérleti lakótelep részeként meg is épült. A tervet típustervvé nyilvánították. 1966-ban készült el legjelentősebb középülete, a Magyar Alumíniumipari Tröszt székháza az Újpesti rakparton (Pozsonyi úton).  
Lakóházai közül kiemelkedik az olaszországi Brescia városában 1974-ben felépült 67 családi házas telep.

## Társadalmi szerepvállalása
- 1961-től az Építőművész Szövetségben (MÉSZ) vezetőségi illetve elnökségi tag volt.
- A fiatal építészeket a Fiatal Építészek Körének vezető építészként segítette.

## Díjai, elismerései
- Ybl-díj (1964, az Óbudai Kísérleti Lakótelepen megépült lakóházáért)
- 5 hónapos francia állami ösztöndíj Franciaországban (1964)

## Emlékezete
Emlékkiállítása Budapesten a HAP Galériában (Budapest II., Margit körút 24.) 2004. szeptember 2. és október 1-je között volt látogatható.

## Főbb megvalósult tervei
- 1957. II., Frankel Leó u. 2-4. – OTP lakóház (id. Janáky István és Perczel Dénes építészekkel együtt)
- 1960. Óbudai kísérleti lakótelep – 527 épület
- 1963. Ménesi út 17. és 31. – 4 db lakóépület
- 1964. II., Vérhalom u. 43. és Törökvész út 1/b. – OTP lakóház
- 1966. Alumíniumipari Székház, Budapest XIII. Pozsonyi út (a Duna-parton)
- 1970. Radna u. 2. – lakóépület
- 1972. XII., Lóránt u. 8. – A.K.I.-lakóházak
- 1972. XI., Meredek u. 10. – lakóépület
- 1973. II., Hankóczy u. 30-32. – kiemelt tanácsi lakóházak
- 1974. Brescia (Olaszország) – lakótelep 67 családi házzal
- 1974. Kelet-budapesti tejüzem (500 l/nap kapacitással)
- 1977. XII. Városmajor u. 5-7. – szövetkezeti lakásépítés, 59 lakással, 34 gépkocsibeállóval
- 1980. Orvostovábbképző Intézet, II. Sebészeti Műtőblokk
- 1987. II., Törökvész úti lakótelep, 55 lakással

## Eredményes szereplése pályázatokon (válogatás)
- 1954. Többlakásos lakóház III. díj
- 1954. Óvoda sorozatterve III. díj
- 1955. 50 m3-es víztorony I. díj
- 1958. Típus lakóház II. díj
- 1966. Szabolcs u. kórház I. díj
- 1966. Exportképes hétvégi ház I. díj
- 1966. Debreceni mentőállomás II. díj
- Alagútzsalus lakóház